# Veerle Dejaeghere
Veerle Dejaeghere, född 1 augusti 1973, är en friidrottare från Belgien. Hon deltog vid olympiska sommarspelen 2000, olympiska sommarspelen 2012 och olympiska sommarspelen 2016.